# Brothers (film, 2024)
Brothers är en amerikansk actionkomedifilm som hade premiär på utvalda biografer den 11 oktober 2024 och på Prime Video den 17 oktober 2024. Filmen är regisserad av Max Barbakow efter ett manus skrivet av Macon Blair och Etan Cohen.

## Handling
Filmen kretsar kring två kriminella tvillingbröder ger sig ut på en farlig rånturné.

## Rollista (i urval)
- Josh Brolin
- Peter Dinklage
- Taylour Paige
- Glenn Close
- Brendan Fraser
- M. Emmet Walsh
- Jennifer Landon